# 巾着きつね
巾着きつね（きんちゃくきつね）は、奈良県奈良市の名物料理。きつねうどんの一種であるが、大きな油揚げ（巾着）の中にうどん麺が入っている。
うどん店「麺闘庵（）」（奈良市、2008年創業）の名物料理であり、来客の9割が注文するとされる。
器の中にうどん汁と油揚げの大きな巾着（油揚げのサイズは縦18cm、横10cm）が入っている。具などはトッピングされておらず、別添えの刻みネギを好みで入れる。巾着を開くとうどん麺が現れる、いわば「逆きつねうどん」である。
津保井勇（）は、うどん好きが高じて脱サラし、「うどん処（） 麺闘庵」を創業する。創業当時はつけ麺専門のうどん店であったが、きつねうどんを望む客の声をきっかけにして開発された。油揚げを巾着に見立てて中に食材を詰めたり、包むのは懐石料理にも見られ、これをイメージしてかわいくて客から「面白い」と喜んでもらえる料理ということで考案された。